# Mosquée Sidi Mansour (Tunis)

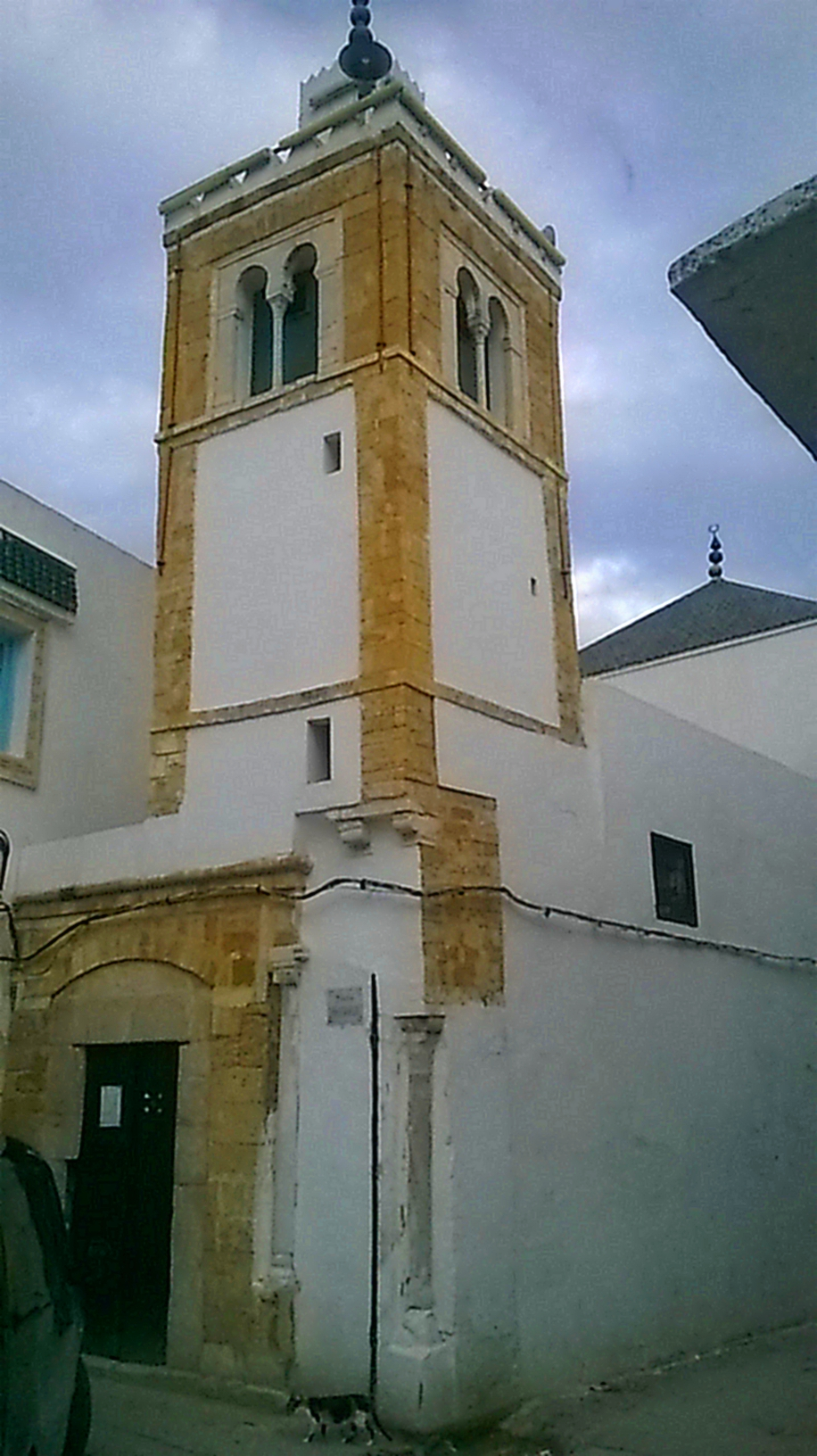
Vue de la mosquée Sidi Mansour.

La mosquée Sidi Mansour (en arabe : جامع سيدي منصور) est une mosquée tunisienne située dans le quartier d'El Hajjamine, rattaché au faubourg de Bab El Jazira, au sud de la médina de Tunis.

## Localisation
Elle se trouve sur la rue Sidi Mansour, près de Bab El Fellah, l'une des portes disparues de la médina.

## Étymologie
Elle tire son nom d'un saint homme, Sidi Mansour Abou Dalia (en arabe : سيدي منصور أبودالية), rattaché aux Idrissides, une dynastie de souche alide ayant régné au Maroc entre 789 et 985, originaire de Fès et mort à Gafsa en 850 de l'hégire.

## Histoire
Hayet El Mejri, auteure de l'ouvrage De l'éducation traditionnelle à l'éducation primaire dans la médina de Tunis à l'époque ottomane, indique que le kouttab de cette mosquée existait en 1875.

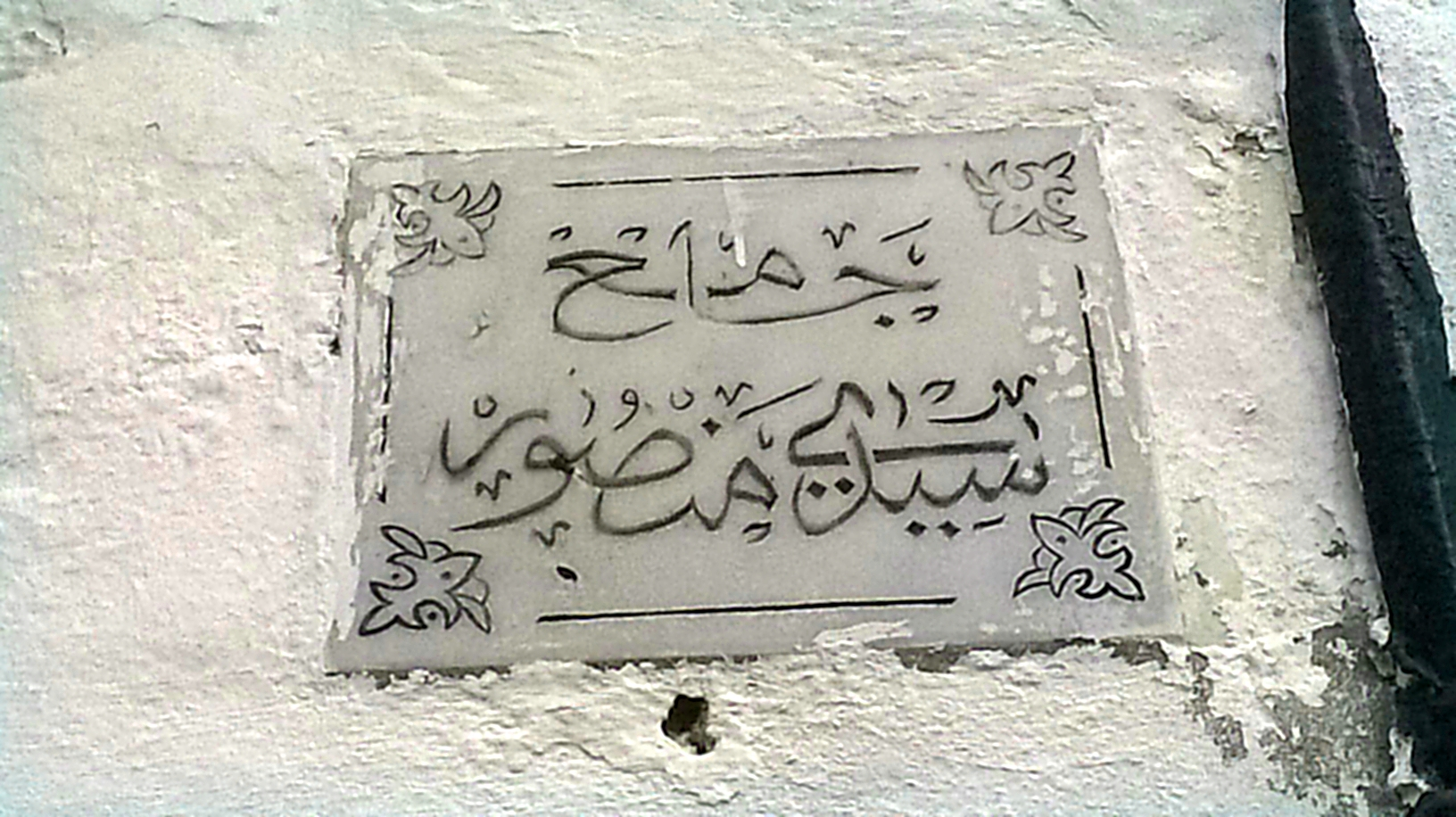
Plaque en marbre indiquant le nom de la mosquée.
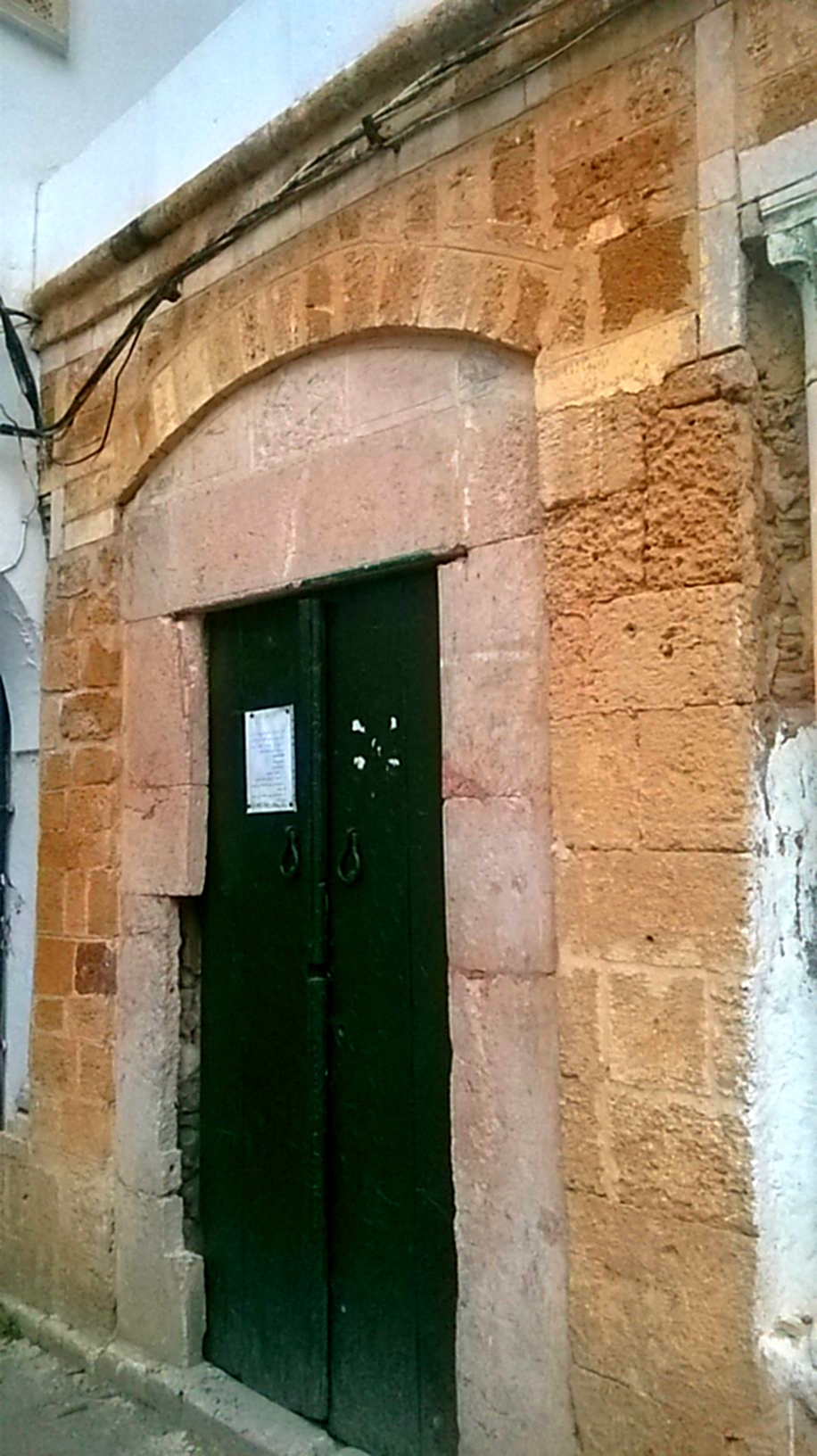
Porte d'entrée.
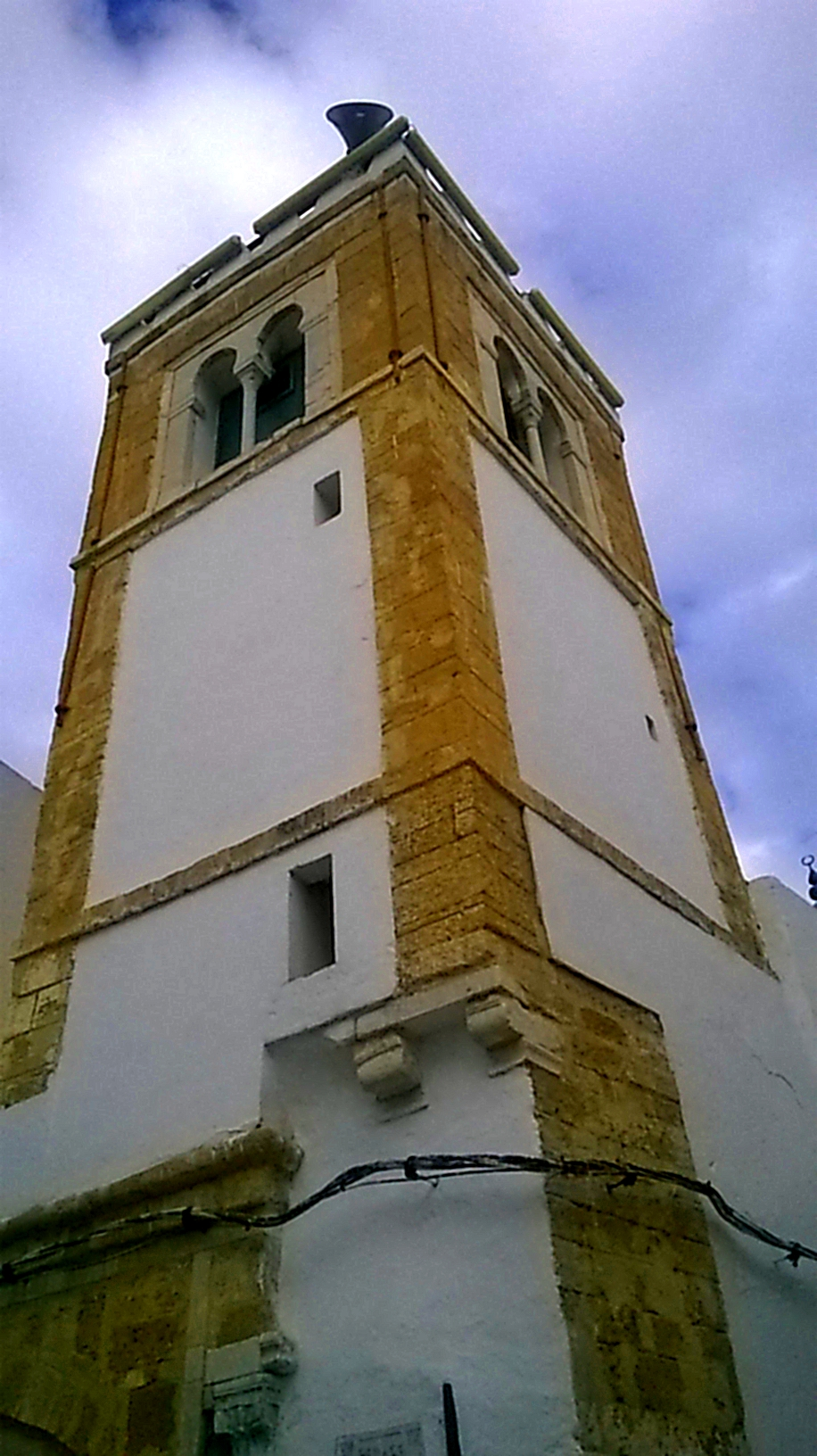
Minaret de la mosquée.
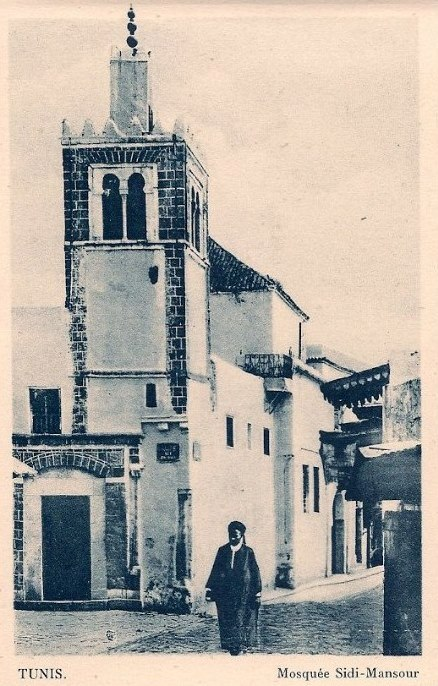
Carte postale ancienne montrant la mosquée avant 1920.